# Rhynchospora mayarensis
Rhynchospora mayarensis là loài thực vật có hoa trong họ Cói. Loài này được León miêu tả khoa học đầu tiên năm 1946.